# Ränteparitetsvillkoret
Det finns ett starkt samband mellan penningpolitiken och valutapolitiken. Sambandet dem emellan bestäms av det så kallade ränteparitetsvillkoret.

## Ränteparitetsvillkoret förklarat i formel
{\displaystyle R=Rw+((Ee-E)/E)+p}
- R = svensk ränta
- Rw = utländsk ränta
- E = dagens växelkurs uttryck i antal kronor per enhet utländsk valuta
- Ee = förväntade växelkursen vid investeringens slut (till exempel om man placerar i ett års löptid så står E för den förväntade växelkursen vid periodens slut.)
- P = Är en riskpremie som kan vara både positiv och negativ.

## Ränteparitetsvillkoret förklarat i ord
Ränteparitetsvillkoret säger att den avkastning en investerare kan få av att sätta in i sina pengar i en bank i Sverige måste vara ungefär lika stor som den avkastning samma investerare kan få genom att sätta in pengarna i en bank i utlandet (förutsatt att de två bankerna är jämförbara vad gäller tillgänglighet, konkursrisk, mm.).
Avkastningen man får genom att sätta in pengar i utlandet beror dels på den utländska räntan, dels på den växelkursförändring som äger rum medan pengarna är placerade i utlandet.
- Om kronan deprecieras kommer E att öka: vilket betyder att det behövs fler kronor för att köpa en enhet av den utländska valutan.
- Om kronan apprecieras kommer E att sjunka, det behövs då färre kronor för att köpa den utländska valutan.
- Om kronan förväntas falla är (Ee–E) ett positivt tal och det motsatta ett negativt tal om kronan förväntas stiga.

Ekvationen säger alltså att om kronan förväntas falla med 2 % (det vill säga (Ee-E)/E) är 2 % , måste den svenska räntan (R) vara 2 % högre än den utländska räntan, R*, om placerare ska vilja placera sina pengar i Sverige snarare än utlandet.